# Les Aigles de la République
Pour plus de détails, voir Fiche technique et Distribution.
Les Aigles de la République (Eagles of the Republic) est un film suédo-franco-finno-danois réalisé par Tarik Saleh et sorti en 2025. Il met en vedette Fares Fares.
Le film est présenté en avant-première mondiale le 19 mai 2025 au festival de Cannes, où il est projeté en compétition pour la Palme d'or. La sortie du film est prévue pour le 5 septembre 2025.
Il s'agit du troisième et dernier film de la « trilogie du Caire » de Tarik Saleh, après Le Caire confidentiel et La Conspiration du Caire,,.

## Synopsis
L'acteur le plus apprécié d'Égypte, George Fahmy, subit des pressions pour jouer le rôle principal dans un film. Il va accepter à contrecœur,,.

## Fiche technique
Sauf indication contraire, les informations mentionnées dans cette section peuvent être confirmées par la base de données cinématographiques IMDb,  présente dans la section « Liens externes ».
- Titre français : Les Aigles de la République
- Titre original anglais : Eagles of the Republic
- Titre arabe : نسور الجمهورية[5]
- Réalisation et scénario : Tarik Saleh
- Musique : Alexandre Desplat
- Photographie : Pierre Aïm
- Montage : Theis Schmidt
- Direction artistique : Sila Karakaya
- Costumes : Virginie Montel
- Production : Johan Lindström, Alexandre Mallet-Guy, Linda Mutawi et Linus Torell
- Sociétés de production : Memento Films, Oy Bufo Ab, Ström Pictures et Unlimited Stories ; coproduit par Arte France Cinéma et Karma Film Prod
- Société de distribution : Memento (France)[6]
- Pays de production :  Suède,  France,  Danemark,  Finlande
- Langue originale : arabe
- Format : couleur
- Genre : drame, thriller
- Durée : 127 minutes
- Dates de sortie[7] : Dates sujettes à modification
  - France : 19 mai 2025 (Festival de Cannes 2025) ; 12 novembre 2025 (sortie nationale)[6]
  - Suède : 19 septembre 2025 (sortie nationale)

## Distribution
- Fares Fares : George El-Nabawi (George Fahmy)
- Lyna Khoudri :
- Zineb Triki : Suzanne
- Amr Waked : Dr Mansour
- Cherien Dabis :
- Donia Massoud
- Sherwan Haji (en)
- Hassan El Sayed (en) : évêque copte
- Pedram Hajigholi (en)
- Suhaib Nashwan (en)
- Mohammed Nehmi (en) : veilleur de nuit
- Haitham Elsaadani (en)

## Production
La production reçoit 500 000 € d'Eurimages en 2024. Le tournage se déroule en Turquie, notamment à Istanbul. Les prises de vues s'achèvent en juillet 2024.

## Distinctions

### Sélections
- Festival de Cannes 2025 : sélection officielle, en compétition